# Bedford Park
Bedford Park é uma aldeia localizada no estado americano de Illinois, no Condado de Cook.

## Demografia
Segundo o censo americano de 2000, a sua população era de 574 habitantes.
Em 2006, foi estimada uma população de 541, um decréscimo de 33 (-5.7%).

## Geografia
De acordo com o United States Census Bureau tem uma área de 15,8 km², dos quais 15,5 km² cobertos por terra e 0,3 km² cobertos por água.

## Localidades na vizinhança
O diagrama seguinte representa as localidades num raio de 8 km ao redor de Bedford Park. 